# Бандар Балила
Банда́р ибн Абду́л-Ази́з Бали́ла (араб. بندر بن عبد العزيز بليلة‎; род. 1975, Мекка, Саудовская Аравия) — саудовский чтец Корана, имам и проповедник мечети аль-Харам в Мекке с 2013 года. Член комитета больших учёных Саудовской Аравии с 18 октября 2020 года.

## Биография
Родился 1975 году в Мекке. Изучал там весь этап обучения и окончил курсы университета Умм аль-Кура.
В 2001 году получил степень магистра шариатского факультета по фикхе и исламского обучения в Умм аль-Кура.
В 2008 году получил докторскую по фикхе в Исламском университете Медины.

## Должность
В настоящее время работает имамом в мечети аль-Харам в Мекке, в дополнение к своей работе работает учителем помощником в университете Таифа.